# Філіпп Кроне
Філіпп Кроне (нім. Philipp Crone, 16 березня 1977) — німецький хокеїст на траві.
Бронзовий призер Олімпійських Ігор 2004 року, учасник 2000 року.
Чемпіон світу 2002, 2006 років, бронзовий призер 1998 року.
Переможець Трофею чемпіонів 1997, 2001 років, срібний призер 2000, 2002, 2006 років.